# Ciència cognitiva
La ciència cognitiva és un conjunt de disciplines unides per estudiar la cognició i els processos de pensament associats. Tot i que l'interès per la ment i el seu ús data de l'inici de la història de l'ésser humà, les ciències cognitives van néixer com a tals a la dècada del 1950 i el seu nom és del 1973, amb el treball de Christopher Longuet-Higgins.

## Disciplines
Algunes de les disciplines que usualment conformen la ciència cognitiva ja tenien contacte entre si en altres camps de la recerca; d'altres es van unir per primer cop en adoptar un enfocament comú per entendre el cervell.
La psicologia és la branca principal d'aquesta ciència. Tradicionalment, s'havia unit amb la filosofia per intentar conceptualitzar termes com pensament, esperit i emoció. Igualment, treballava amb la lingüística per entendre el llenguatge, ja que el pensament s'estructura i es comunica mitjançant la llengua i l'adquisició de l'idioma matern és clau en psicologia del desenvolupament. D'altra banda, incorporava les troballes de la neurologia per explicar els trets físics del cervell.
La filosofia encabia l'estudi de la ment dins les grans preguntes sobre l'ésser humà, camp on l'antropologia aportava els estudis sobre cada cultura particular. A aquestes, es va unir la informàtica, amb el concepte d'intel·ligència artificial, que obligava a replantejar-se molts conceptes sobre la humanitat específics de l'acte de pensar. La informàtica, per la seva banda, feia anys que treballava en comú amb la lingüística aplicada per fer que les màquines entenguessin ordres verbals i poguessin interaccionar amb les persones. El generativisme i la metàfora del cervell com un ordinador van fer més estrets aquests lligams, formant el tot de la ciència cognitiva.

## Àmbits d'estudi
La cognició comprèn un conjunt d'operacions que constitueixen el nucli dels camps d'estudi d'aquestes disciplines:
- memòria
- atenció
- intel·ligència
- percepció
- emoció (és l'anomenada cognició calenta, la que té en compte el sentiment i el context cultural, enfront de la freda o racionalista)
- aprenentatge

## Mètodes de recerca
Els mètodes de recerca provenen de les disciplines que formen la ciència cognitiva. Per tant, conviuen els experiments d'estimulació neuronal i d'imatges sobre l'activitat cerebral amb tests de conducta i autoconcepte, anàlisi del temps de reacció a estímuls, tasques-prova per a veure el raonament usat per resoldre-les o modelació amb ordinadors.
Els principals èxits es troben en la descripció del biaix cognitiu en totes les seves variants, l'estudi sobre les decisions i la persuasió de l'altre, o en la redefinició del concepte de capacitats mentals.